# ديكلان رايس
ديكلان رايس (مواليد 14 يناير 1999) هو لاعب  كرة القدم إنجليزي محترف، يلعب كلاعب خط وسط دفاعي مع نادي أرسنال في الدوري الإنجليزي الممتاز ومنتخب إنجلترا. يُعرف بقدرته على التحمل وقوته وقدرته على حمل الكرة وقدرته على التصدي، ويُعتبر من أفضل لاعبي خط الوسط الدفاعي في العالم.
بدأ رايس مسيرته الاحترافية في وست هام يونايتد، بعد أن استغنى عنه تشيلسي من أكاديمية النادي، وثبت نفسه كلاعب أساسي في الفريق الأول بحلول عام 2017. في عام 2022، خلف مارك نوبل كقائد للفريق، وقاده إلى لقب دوري المؤتمر الأوروبي في العام التالي، بالإضافة إلى اختياره أفضل لاعب في البطولة. بعد مشاركته في 245 مباراة مع وست هام، تعاقد أرسنال مع رايس في يوليو ٢٠٢٣ مقابل مبلغ قياسي للنادي بلغ 100 مليون جنيه إسترليني، ليصبح أغلى لاعب إنجليزي في التاريخ مناصفة مع جاك غريليش.
يحق لرايس اللعب لمنتخب إنجلترا أو جمهورية أيرلندا، وقد مثّل أيرلندا دوليًا على مستوى الشباب والمنتخب الأول قبل عام 2019. ثم غيّر انتماءه الوطني وأصبح متاحًا للانضمام إلى منتخب إنجلترا. شارك رايس لأول مرة مع منتخب إنجلترا عام 2019، ومثّل البلاد في بطولة أمم أوروبا 2020 و[كأس العالم 2022]] و أمم أوروبا 2024.

## وصلات خارجية
- ديكلان رايس على موقع الاتحاد الدولي (مؤرشف)  (الإنجليزية)
- ديكلان رايس على موقع الاتحاد الأوربي (الإنجليزية)
- ديكلان رايس على موقع إي إس بي إن إف سي (الإنجليزية)
- ديكلان رايس على موقع قاعدة بيانات كرة القدم.إي يو (الإنجليزية)
- ديكلان رايس على موقع ليكيب (الفرنسية)
- ديكلان رايس على موقع ناشيونال فوتبول تيمز (الإنجليزية)
- ديكلان رايس على موقع Soccerbase.com (لاعب) (الإنجليزية)
- ديكلان رايس على موقع Soccerway.com (الإنجليزية)
- ديكلان رايس على موقع عالم كرة القدم.نت (الإنجليزية)
- ديكلان رايس على موقع AS.com (الإسبانية)